# Ourisia coccinea subsp. coccinea
Ourisia coccinea subsp. coccinea es una subespecie de planta con flores de la familia Plantaginaceae. Es endémica de los hábitats montañosos de los Andes del sur de Chile y Argentina. Christiaan Hendrik Persoon describió O. coccinea en 1806. Esta subespecie se encuentra en las partes oriental y meridional del área de distribución de la especie. Tiene hojas crenadas pero no lobuladas, que tienen pelos en la superficie superior. Además hay pelos glandulares en los pedicelos de entre 0,1 y 0,7 mm de largo.

## Taxonomía
Ourisia coccinea subsp. coccinea pertenece a la familia de plantas Plantaginaceae.  El material tipo fue recolectado en la Región de Los Lagos de Chile en San Carlos de Chiloé (hoy Ancud) por Luis Neé durante la Expedición Malaspina.   El holotipo está en el Real Jardín Botánico de Madrid (herbario MA) (MA-475622).  
Se reconocen dos subespecies alopátricas de O. coccinea. O. coccinea subsp. coccinea se encuentra en las partes oriental y meridional del rango de la especie, en cambio, O. coccinea subsp. elegans se presenta en las zonas norte y oeste . 
Las dos subespecies se pueden distinguir por los bordes de las hojas, los pelos de las hojas y los pelos del pedicelo.  O. coccinea subsp. coccinea tiene hojas crenadas pero no lobuladas que son peludas en la superficie superior, y pedicelos que son densamente peludos con pelos glandulares cortos o largos (0,1–0,7 mm de largo). En cambio, O. coccinea subsp. elegans tiene hojas lobuladas y crenadas, que no tienen pelos en la superficie superior, y pedicelos escasamente peludos con pequeños pelos glandulares subsésiles (menos de 0,1 mm). 

## Descripción

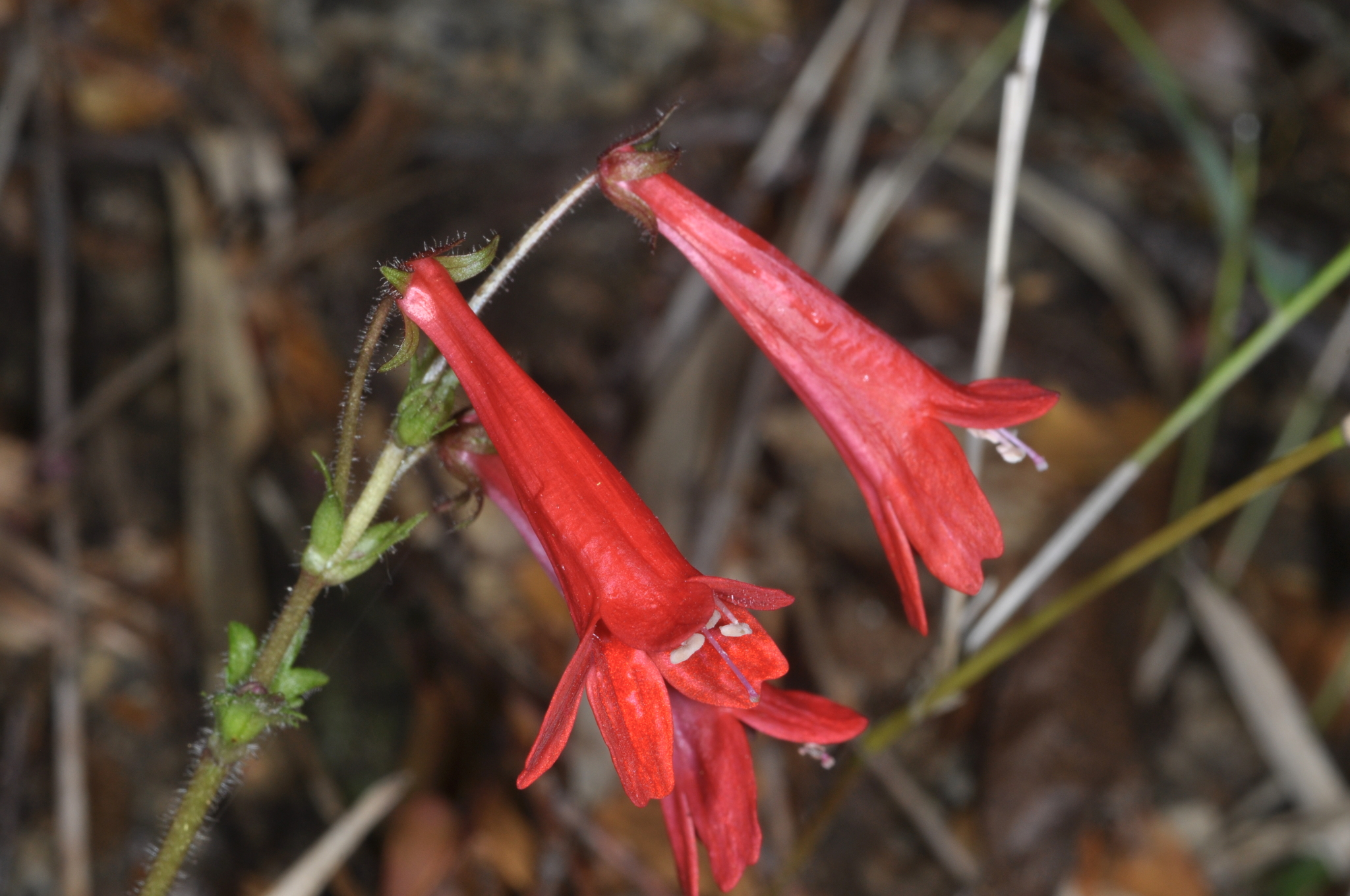
O. coccinea subsp. coccinea tiene pelos glandulares cortos o largos (0,1-0,7 mm) en el pedicelo como se muestra aquí.En cambio, la otra subespecie tiene pelos glandulares diminutos (<0,1 mm)

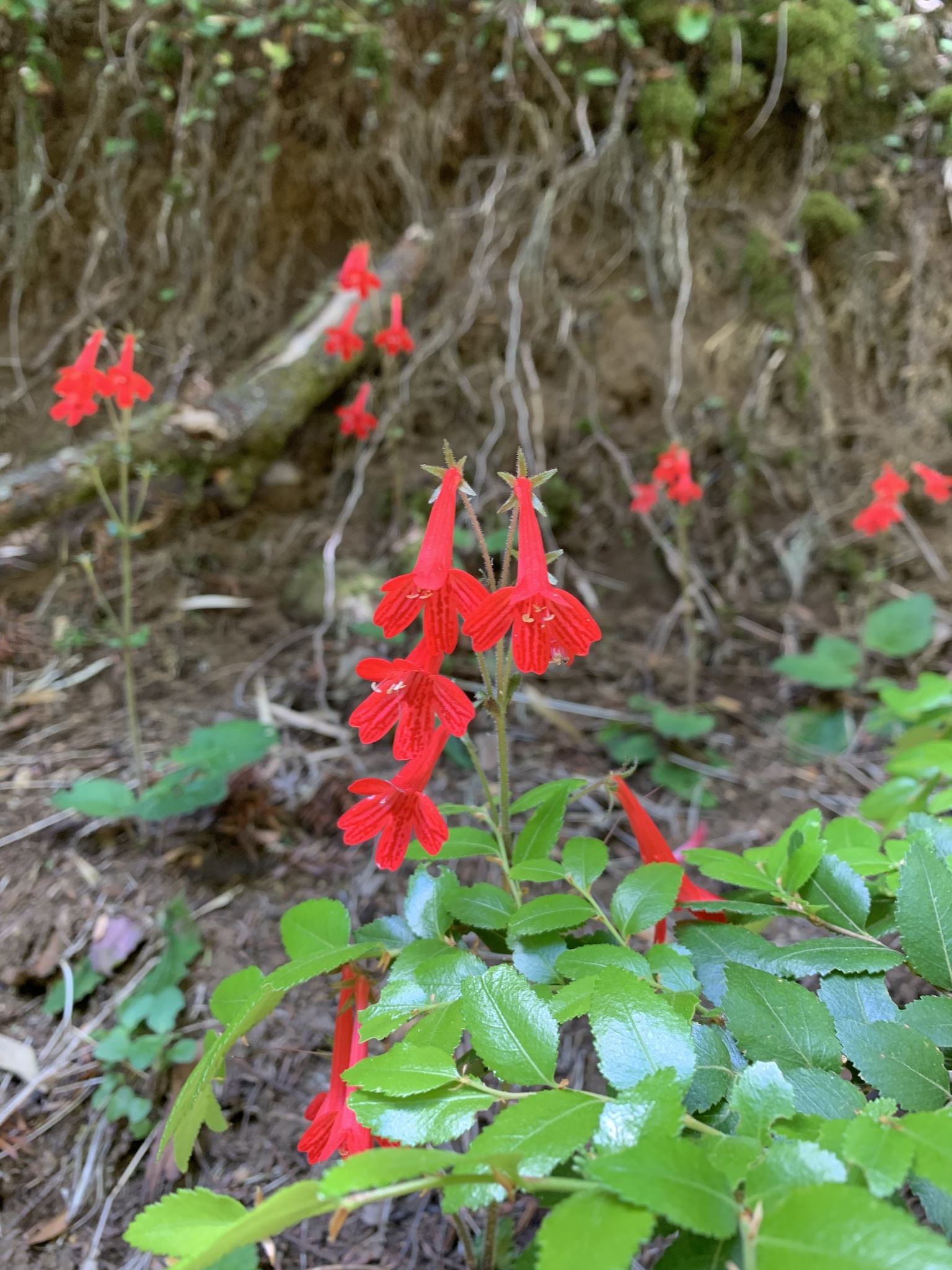
Hábitat forestal y sombrío de O. coccinea subsp. coccinea en la Región de la Araucanía, Chile

Plantas de Ourisia coccinea subsp. coccinea son hierbas perennes, erectas y con forma de roseta. Los tallos cortos miden entre 2,8 y 8,9 mm de ancho y son glabros (sin pelos) o raramente peludos, con pelos largos no glandulares. Las hojas están agrupadas estrechamente en una subroseta o roseta, y son pecioladas, de 22,0 a 92,1 mm de largo por 14,2 a 74,3 mm de ancho (relación largo:ancho 1,2–1,7:1). Los pecíolos de las hojas miden entre 2 y 14 cm de largo y están densamente pilosos, con pelos largos pero no glandulares. Las láminas de las hojas son ovadas, más anchas debajo de la mitad, generalmente con un ápice redondeado, una base cordada o truncada y bordes crenados que no son lobulados. Las dos superficies de las hojas están glabras o escasamente pilosa con pelos no glandulares, y la superficie inferior está además punteada. Las inflorescencias son erectas, con racimos peludos de hasta 53 cm de largo, y tienen de 3 a 8 nudos florales y hasta 29 flores en total por racimo. Cada nodo floral tiene 1 o 2 flores y 2 brácteas pecioladas a sésiles que son oblanceoladas, obovadas, lanceoladas o muy ampliamente ovadas. Las brácteas son similares a las hojas pero más pequeñas, de 3,6 a 24,1 mm de largo y de 1,1 a 13,3 mm de ancho y pecioladas (sólo las brácteas inferiores) o sésiles. Las flores nacen en un pedúnculo de hasta 85,2 mm de largo, escasamente o densamente peludo, con pelos glandulares que son diminutos o largos ( de menos de 0,1 mm a 0,7 mm). El cáliz mide 5,1–9,4 mm de largo, y es regular, con los 5 lóbulos igualmente divididos hasta la base del cáliz, y glabro o a veces peludo con una mezcla de pelos no glandulares y glandulares en el exterior del cáliz. La corola mide entre 34,2 y 35,0 mm de largo (incluyendo el tubo de la corolla de 19,7 a 29,9 mm de largo), y es recto o ligeramente curvado, bilabiado, tubular-embutido, rojo, con estrías paralelas oscuras, glabro o piloso con diminutos pelos glandulares sésiles en el exterior y glabro en el interior. Los lóbulos de la corola miden entre 3,0 y 10,5 mm de largo, no se extienden del tubo de la corola (o se extiended solo un poco), son subrectangulares o redondeados y profundamente emarginados. Hay 4 estambres que son didínamos, con dos estambres largos que están exertos y dos estambres cortos que llegan hasta la abertura del tubo de la corola o están incluidos. El estilo mide de 20,1 a 30,6 mm de largo, es exserto y tiene un estigma emarginado o capitado. El ovario mide entre 3,5 y 4,3 mm de largo. Los frutos son cápsulas con dehiscencia loculicida y los pedicelos fructíferos miden entre 20,2 y 29,2 mm de largo. Se desconoce el número de semillas en cada cápsula, y las semillas miden entre 0,7 y 1,0 mm de largo y entre 0,5 y 0,6 mm de ancho, son elípticas y tienen una cubierta reticulada (que tiene un patrón similar a una red) débilmente bicapa (o a veces de una sola capa) con retículos primarios gruesos, lisos y poco profundos. 
Ourisia coccinea subsp. coccinea florece y fructifica de octubre a marzo. 

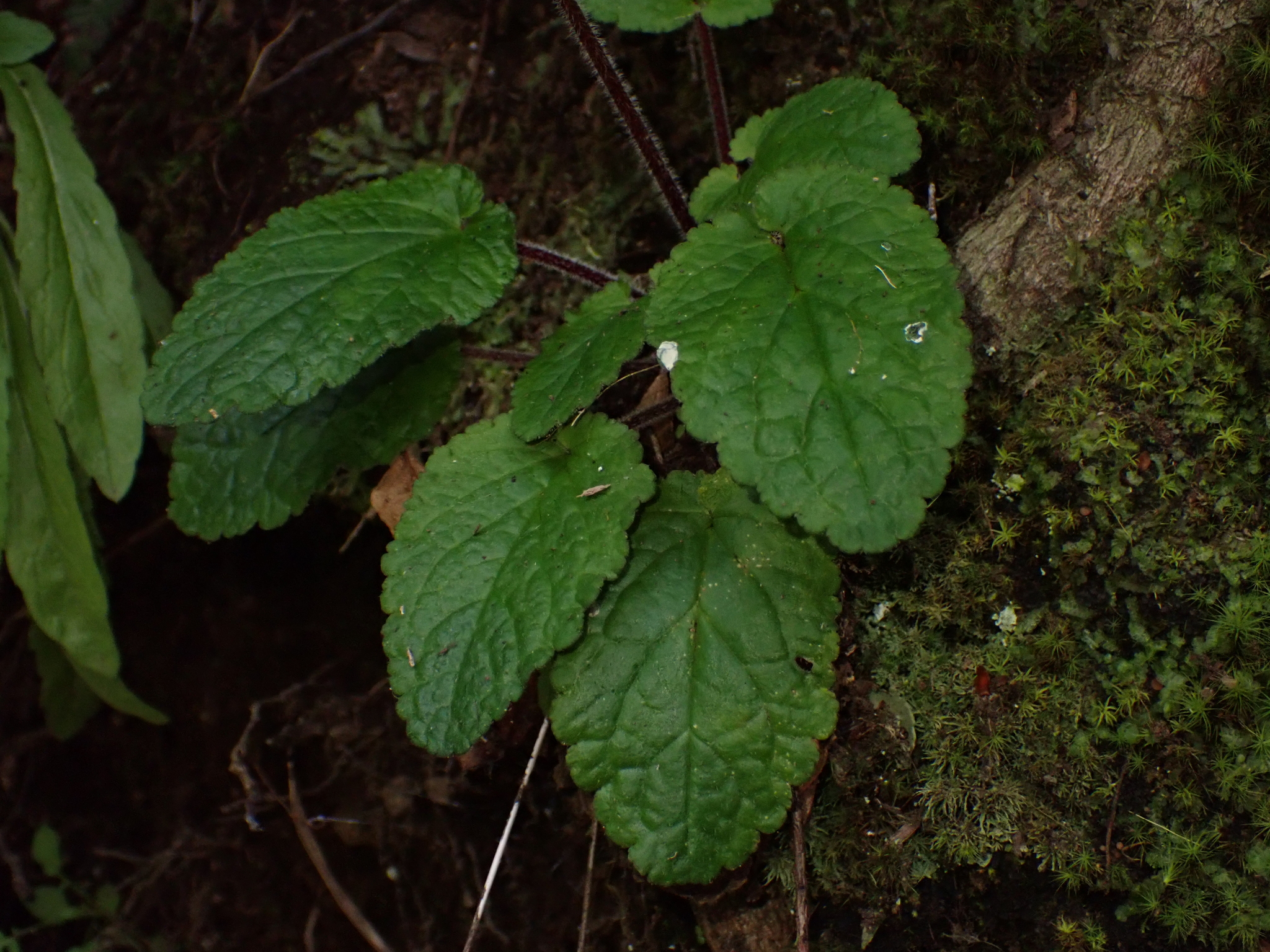
Hojas en roseta crenadas, no lobuladas y escasamente peludas de O. coccinea subsp. coccinea

El número de cromosomas de Ourisia coccinea subsp. coccinea es 2 n = 16.  
Ourisia coccinea subsp. coccinea es originaria de las montañas de los Andes de Chile y Argentina desde aproximadamente los 36°S a los 46°S de latitud, en las partes oriental y sur del rango de O. coccinea . En Chile se encuentra en las regiones de Ñuble, Biobío, Araucanía, Los Ríos, Los Lagos y Aysén, y en Argentina se encuentra en la provincia de Neuquén . Se encuentra desde el nivel del mar hasta los 1600 m de altitud en hábitats rocosos y húmedos, incluso cerca de agua corriente, a menudo en bosques sombreados.   

## Filogenia
Ningún individuo de O. coccinea subsp. coccinea se incluyó en un análisis filogenético de todas las especies del género Ourisia, utilizando marcadores de secuenciación de ADN estándar (dos marcadores de ADN ribosómico nuclear y dos regiones de ADN de cloroplasto ) y datos morfológicos.  